# Mungo Murray
Pour les articles homonymes, voir Murray.
Mungo Murray, né le 4 décembre 1802 à Kettins (en) et mort à Lintrose House (Blairgowrie) le 25 décembre 1890, est un magistrat, député et explorateur britannique.

## Biographie
Député-Lieutenant du Perth et Forfar Co, il accompagne David Livingstone dans son expédition en 1849 de Colesberg au lac Ngami,.
Jules Verne le mentionne dans son roman Un capitaine de quinze ans (partie 2, chapitre XIV).